# Antonio Balestra
Antonio Balestra (Verona, 12 agosto 1666 – Verona, 21 aprile 1740) è stato un pittore e incisore italiano della Repubblica di Venezia.

## Biografia

### Giovinezza

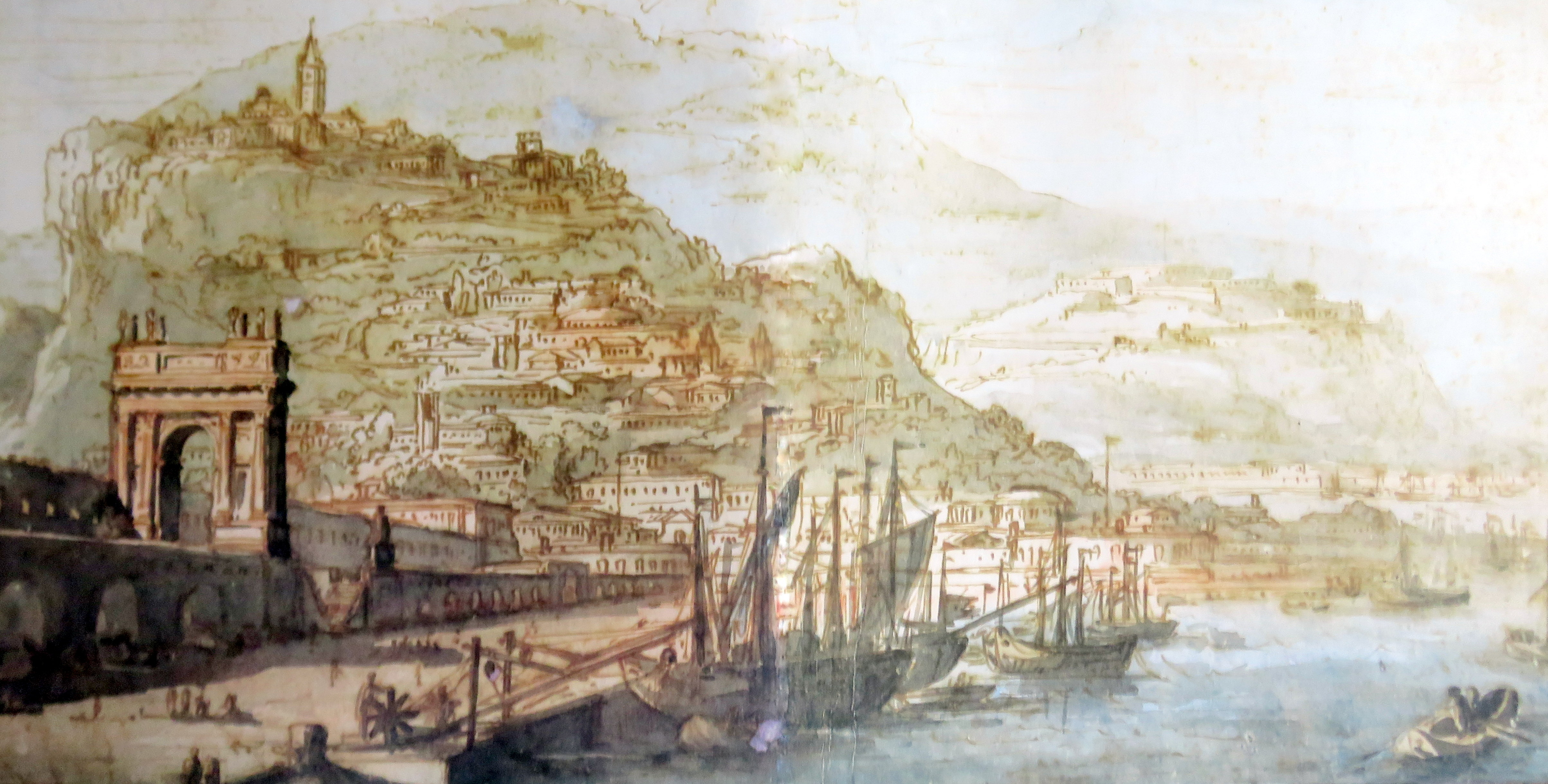
Veduta di Ancona (1690)

Pittore ed incisore, nel 1690 si trasferì da Verona, sua città natale, a Roma, dove divenne allievo di Carlo Maratta, a sua volta allievo di Andrea Sacchi. L'artista si mosse subito su due fronti, quello della committenza ecclesiale e quello della committenza pubblica, facendosi conoscere ed apprezzare da entrambe le parti sia a Venezia che a Verona. Lo studio presso Maratta lo orientò ben presto verso uno stile accademico e classicista, seguito da molti degli artisti veronesi del Seicento.

### Primi riconoscimenti e successo a Venezia

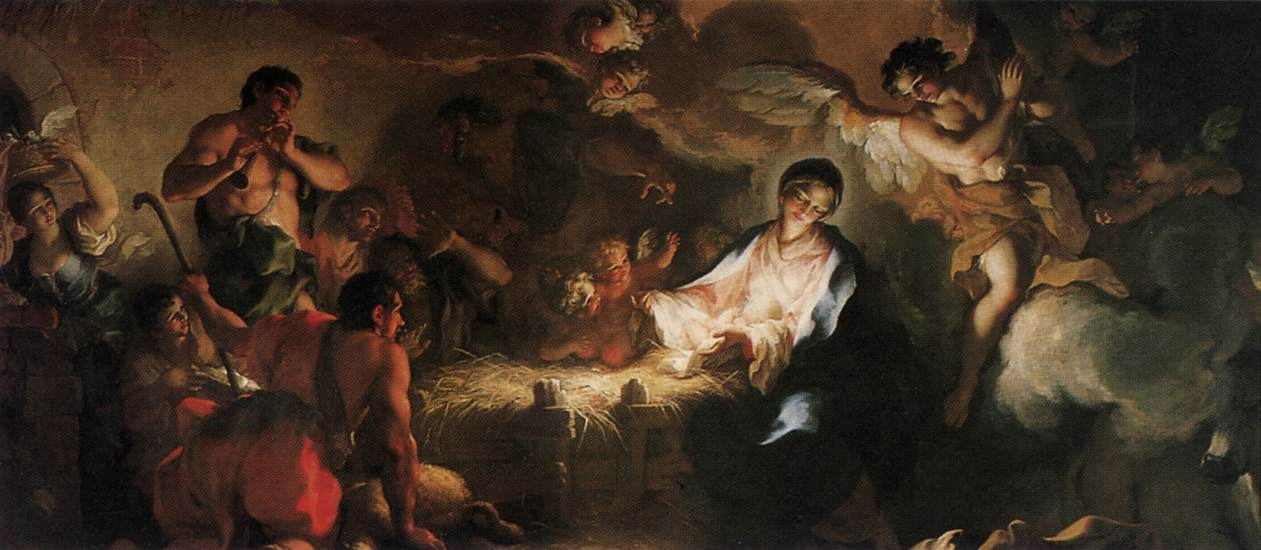
Adorazione dei Pastori (1707)

Nel 1725 divenne membro dell'Accademia romana di San Luca, dove vinse un premio al concorso di disegno presentando la Caduta dei Giganti; testimonianze del suo periodo romano sono anche la Trinità di Castelvecchio e La ricchezza della terra, a Trento. Tornato a Venezia nel 1696, si stabilì nella città lagunare fino al 1718 realizzandovi numerose opere, tra cui la pala per la chiesa dei Gesuiti (1704), il Transito di San Giuseppe per la chiesa di San Marziale, la Natività nella chiesa di San Zaccaria e la pala di Sant'Osvaldo per la chiesa di San Stae, opere con le quali venne riconosciuto anche a Venezia come un grande pittore.
La notorietà a Venezia gli viene riconosciuta con l'Annunciazione per la chiesa degli Scalzi, che rivela una straordinaria capacità compositiva e un nuovo uso del colore. Negli stessi anni dipinse anche due tele per la Scuola Grande del Carmine, altre due per la Scuola Grande della Carità e due interessanti dipinti inviati a Verona, il San Giovanni Battista nel deserto e un'altra Annunciazione, simile a quella dipinta per Venezia ma in cui si rivela un uso dei colori in stile rococò.
Importanti per la sua carriera furono anche le commissioni delle più importanti famiglie nobili veneziane, tra cui i Barbaro e i Barbarigo, per i quali dipinge a fianco dei maggiori artisti veneziani dell'epoca, Ricci e Piazzetta. Entrò in contatto anche con l'Elettore di Magonza Franz Lothar von Schönborn, per il quale dipinse una serie di Favole: questa scelta, al posto delle solite scene mitologiche, rivela uno stile arcadico, settecentesco.

### Commissioni padovane e ritorno a Verona

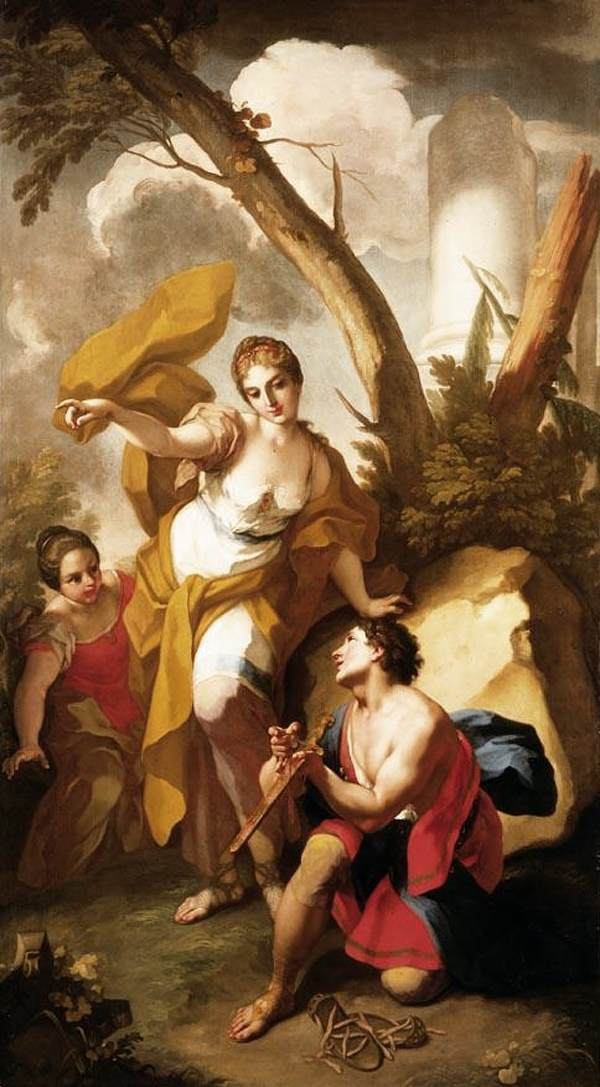
Teseo scopre la spada del padre

Tra il 1717 e il 1718 lavorò a Padova per la chiesa di Santa Giustina dove sono conservate tutt'oggi le due tele raffiguranti il Martirio dei santi Cosma e Damiano, considerate il suo più grande capolavoro per la grandiosità e la teatralità della scena. Il suo stile è composto e freddo e quindi indipendente dalla cultura figurativa che si andava delineando a cavallo tra il Seicento e il Settecento.
Dopo quest'opera, Balestra fece ritorno a Verona, dove lavorò principalmente per le chiese, ma molte commissioni gli vennero anche da altre città come Bergamo, Brescia e Mantova. Le opere di questi anni sono molto semplici e convenzionali, impostate su grandi scorci diagonali e con colori molto chiari. Negli ultimi lavori, come quelli a Sanvitale di Parma e quelli per gli Schulemburg, si concentrò su scene narrate entro grandi quinte architettoniche, sottolineate da gesti drammatici di figure piuttosto piccole. Qui anche i colori cambiano rivelandosi più freddi e dimostrando una continua capacità del pittore di rinnovare i suoi schemi. La sua ultima opera fu la decorazione ad affresco per la villa dell'amico Alessandro Pompei.

## Opere
(elenco parziale)
- Trinità di Castelvecchio
- La ricchezza della terra, Trento
- Dipinto per il Magistrato mercantile di Bolzano (1698)
- Pala con la Vergine e i santi Francesco Borgia, Luigi e Stanislao (1704), Chiesa dei Gesuiti, Venezia
- Pala con la Vergine e i santi Francesco Borgia, Luigi e Stanislao (replica), Statens Museum for Kunst, Copenaghen
- La Madonna e santi, Chiesa di Santa Maria in Organo, Verona
- La Madonna e santi (replica), Pinacoteca civica, Forlì
- Transito di san Giuseppe, Chiesa di San Marziale, Venezia
- Fuga in Egitto, Basilica di Santa Maria Assunta a Gandino (Bergamo)
- Natività nella Chiesa di San Zaccaria, Venezia
- Pala di sant'Osvaldo, Chiesa di San Stae, Venezia
- Adorazione dei Magi (1707)
- Apollo e Mida, Palazzo Pizzini, Rovereto (scomparso)
- Martirio dei santi Cosma e Damiano, 2 tele (1717-1718), Chiesa di Santa Giustina, Padova
- Vergine addolorata e Cristo morto, 1724, Chiesa di Sant'Agata (Cappella del Santissimo Sacramento), Brescia
- Pala coi Santi Antonio da Padova, Francesco di Paola e Pietro d'Alcantara (1727), chiesa parrocchiale di Sacco
- Pala con Santi Giacomo e Antonio abate col vescovo Cassiano in adorazione della Trinità per l'altare maggiore della chiesa parrocchiale, Innsbruck (1728); oggi conservata assieme al bozzetto al Ferdinandeum di Innsbruck
- Teseo scopre la spada del padre
- Visione della Vergine che consegna lo scapolare al Beato Simone Stock alla presenza di san Giuseppe (tra 1725 e i primi anni trenta), Chiesa di San Marco in San Girolamo, Vicenza
- Madonna con i Santi Andrea e Gregorio Magno (1735), pala dell'altare maggiore della Chiesa di San Gregorio al Celio, Roma[1]
- San Luigi Gonzaga in preghiera davanti alla Vergine (1745), Santuario basilica di San Luigi Gonzaga, Castiglione delle Stiviere[2]
- Affreschi per la villa di Alessandro Pompei
- Teti nella fucina di Vulcano, Arquà Petrarca
- Pentimento di Davide e Giudizio di Salomone, Museo diocesano, Feltre

Chiesa di Santa Giustina, Cappella di San Mattia, Padova
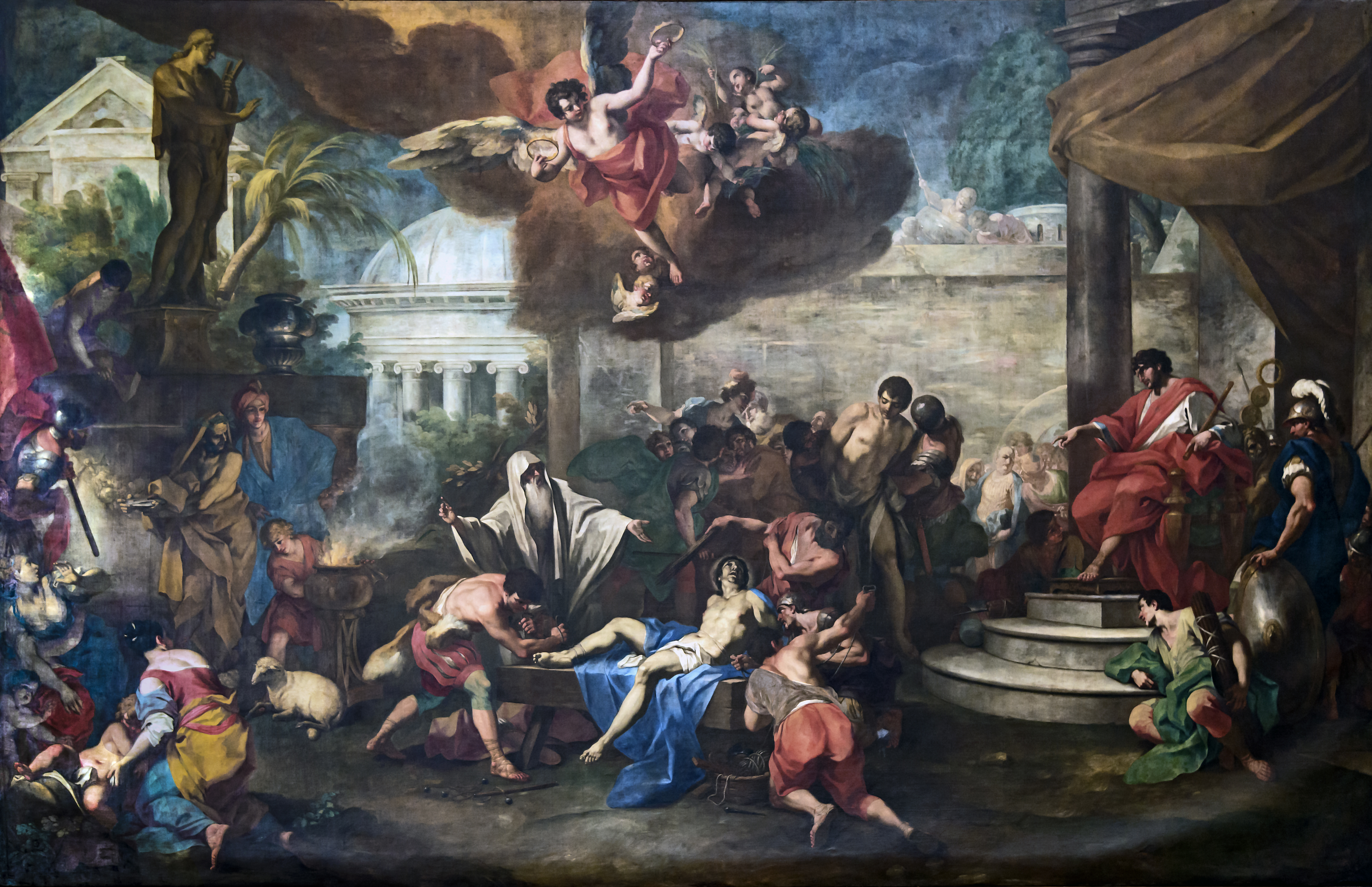
Martirio dei Santi Cosma e Damiano
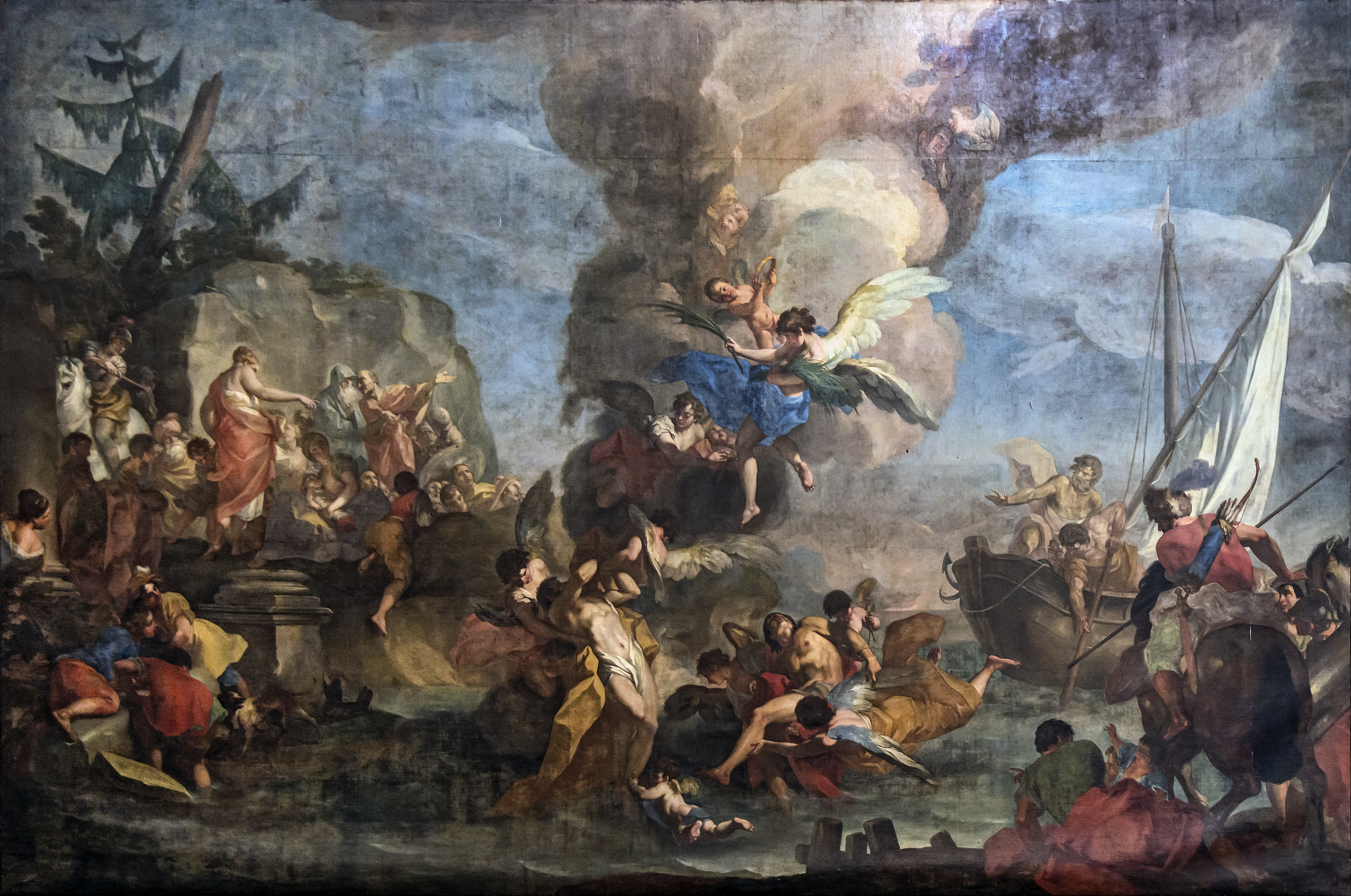
Santi Cosma e Damiano salvati dall'angelo